# Клюковичі (Польща)
Клюковичі (Клюковіче, пол. Klukowicze) — село в Польщі, у гміні Нурець-Станція Сім'ятицького повіту Підляського воєводства. Населення — 231 особа (2011).

## Історія
Вперше згадується 1499 року. У XVI столітті належало боярам Букрабам-Клюковицьким.
У 1975—1998 роках село належало до Білостоцького воєводства.

## Демографія
Демографічна структура станом на 31 березня 2011 року:
|          | Загалом | Допрацездатний вік | Працездатний вік | Постпрацездатний вік |
| -------- | ------- | ------------------ | ---------------- | -------------------- |
| Чоловіки | 114     | 11                 | 80               | 23                   |
| Жінки    | 117     | 16                 | 46               | 55                   |
| Разом    | 231     | 27                 | 126              | 78                   |